# Дхараві

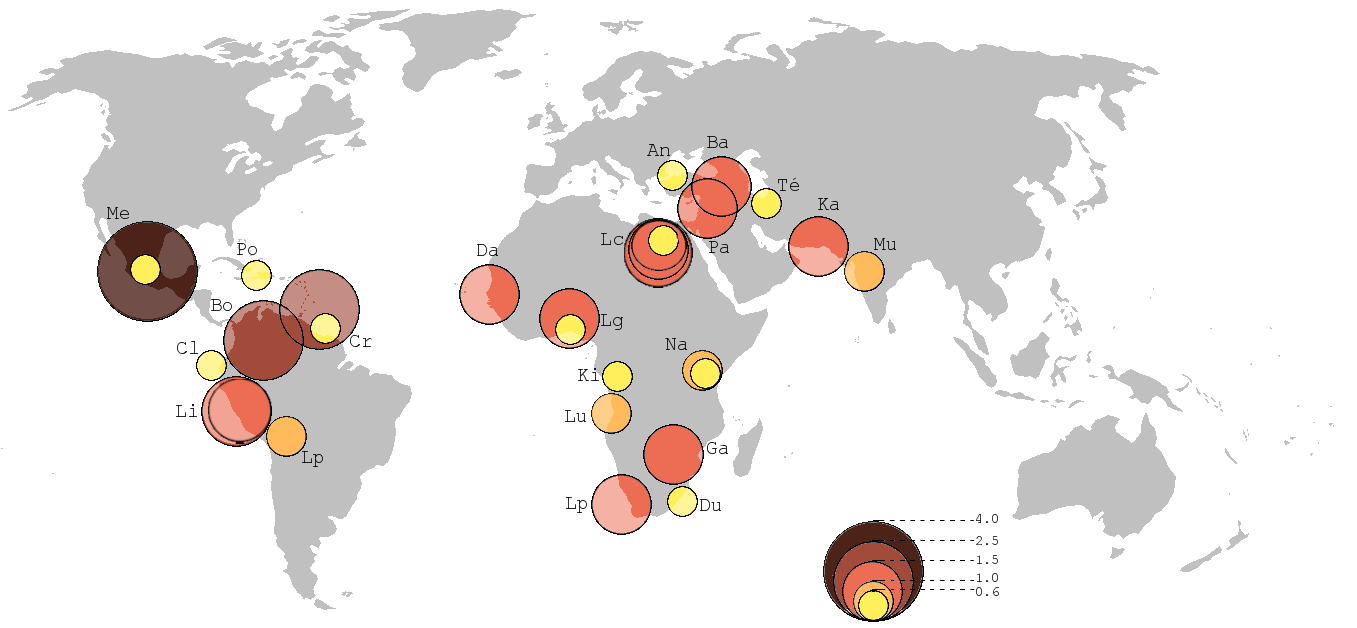
Дхараві в порівнянні з іншими нетрями світу

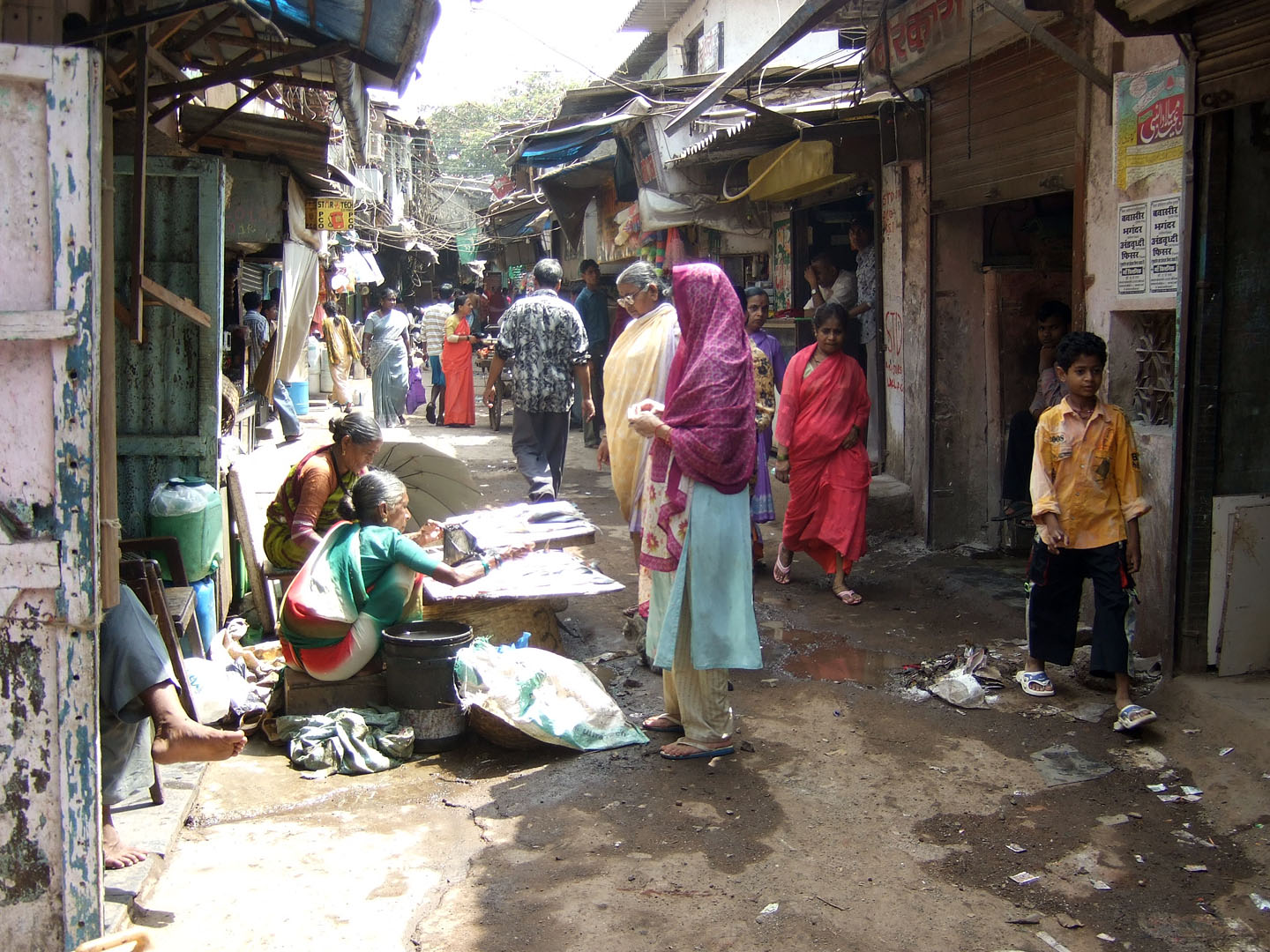
Всередині Дхараві

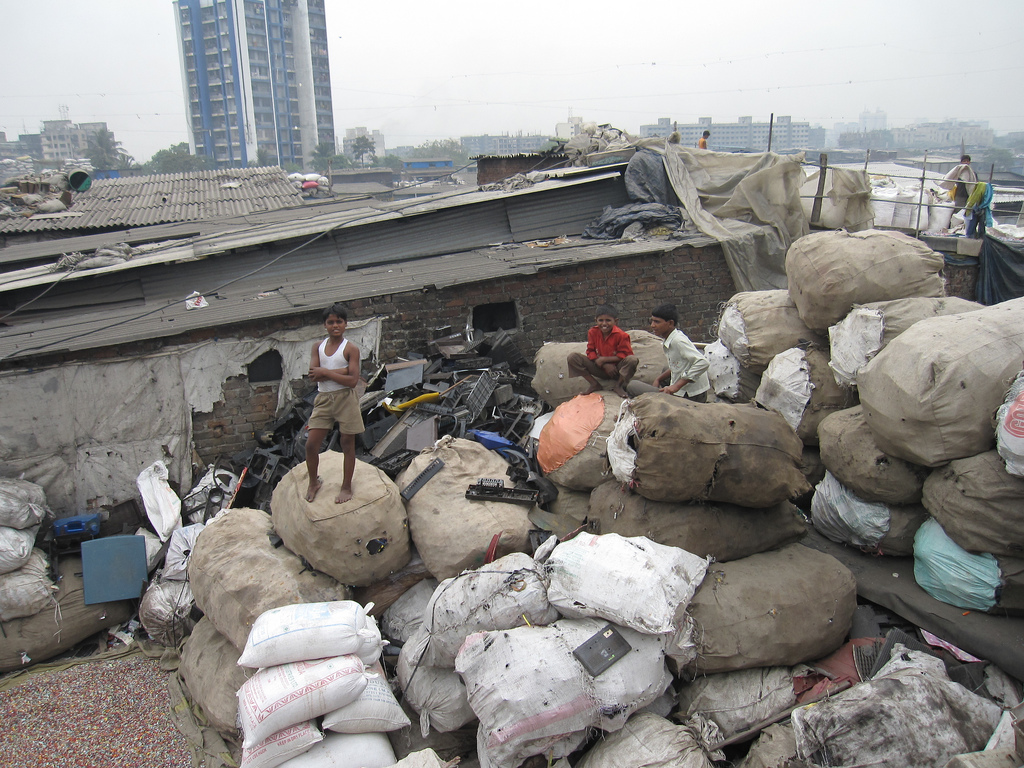
Діти в Дхараві

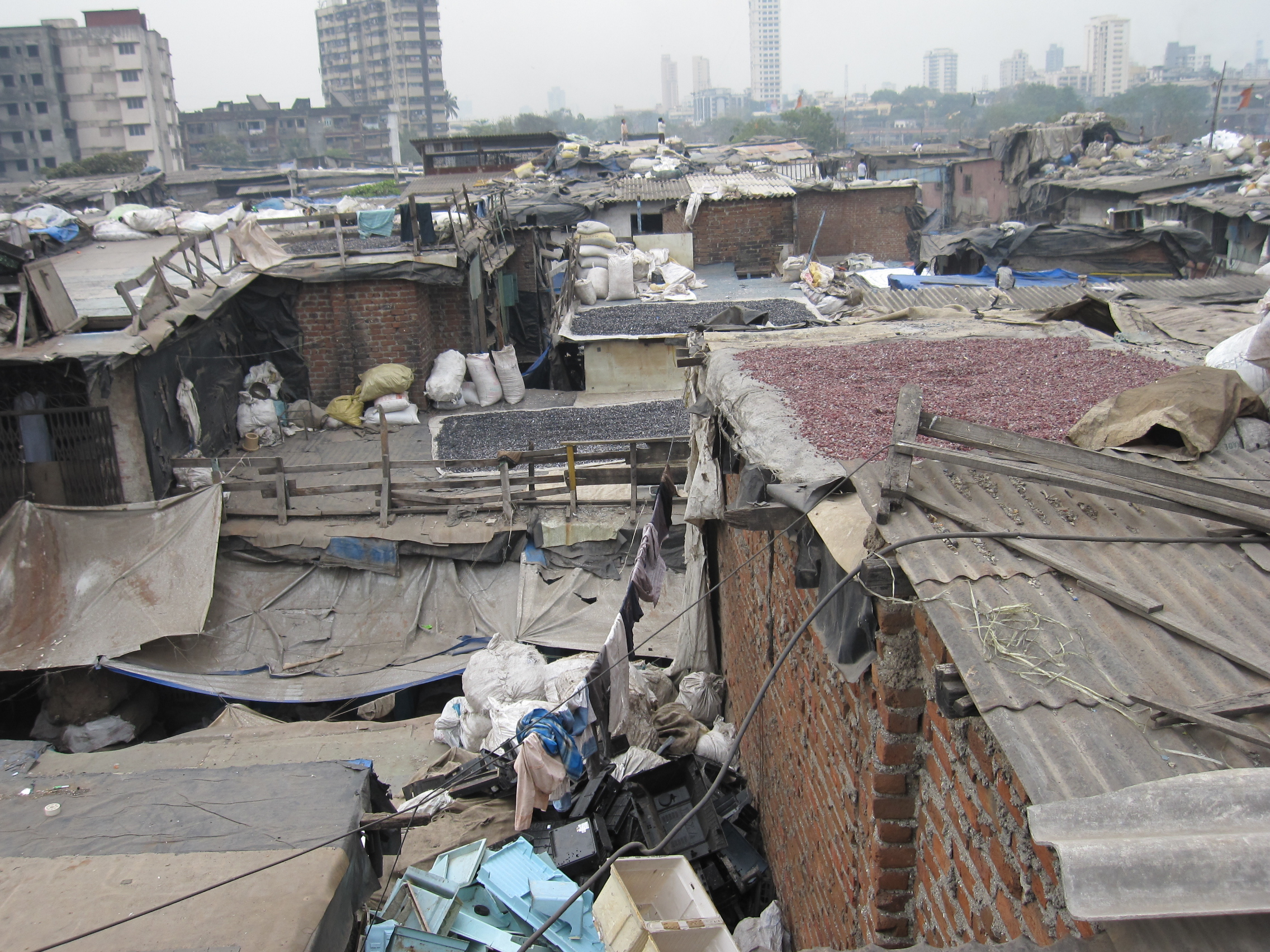
Дхараві

Дхараві (англ. Dharavi) — одні з нетрів та адміністративний район міста Мумбай, Індія. Район затиснений між масивами Махім з заходу та Сіон зі сходу, та займає площу 1,75 км². В 1986 році населення за оцінкою становило 530 225, але сьогодні воно становить від 600 000 до понад 1 мільйона людей. Дхараві є одними з найбільших азійських нетрів.

## Географія
Дхараві розміщена між двома головними приміськими залізницями Мумбая — Західною та Центральною. На заході від масиву знаходяться райони Махім та Бандра, на півночі — річка Міті, що впадає в Аравійське море через бухту Махім. На півдні і сході знаходяться райони Сіон та Матунга. Як географічне положення, так і слабкорозвинена дренажна система обумовлюють вразливість Дхараві до повеней.

## Релігія
Більшість постійного населення Дхараві належать до касти далітів, хоча є й представники інших каст та племен. Християни, мусульмани та буддисти складають меншість.

## Питання санітарії
Дхараві має проблеми з охороною здоров'я як через недостатню кількість туалетів, так і через повені під час мусонних сезонів. Станом на листопад 2006 року на 1440 жителів Дхараві припадав лише один туалет. Місцева річка Махім Крік (англ. Mahim Creek) широко використовується місцевим населенням для природних потреб, що призводить до розповсюдження інфекційних хвороб. Також місцевість зазнає проблем через неналежне водопостачання.
19°02′38.4″ пн. ш. 72°51′23.0″ сх. д. / 19.044000° пн. ш. 72.856389° сх. д.